# Série 2500 da CP
A Série 2500 refere-se a uma família de locomotivas a tracção eléctrica, que foram utilizadas pela operadora Caminhos de Ferro Portugueses e pela sua sucessora, Comboios de Portugal.

## História
Esta série foi totalmente construída em França, tendo entrado ao serviço em 1956. Foram encomendadas na sequência da primeira fase do programa de modernização da Linha do Norte, tendo sido as primeiras locomotivas eléctricas de linha a circular nos caminhos de ferro em Portugal.
Em 17 de Maio de 1997, foi organizada uma composição especial, formada por uma locomotiva desta série e várias carruagens Schindler, integrada nas comemorações dos quarenta anos da electrificação da Linha de Sintra.
Foram totalmente abatidas ao serviço em 2009. A locomotiva número 2501 foi conservada no Museu Nacional Ferroviário, com o esquema de cores original, verde e branco.

## Caracterização

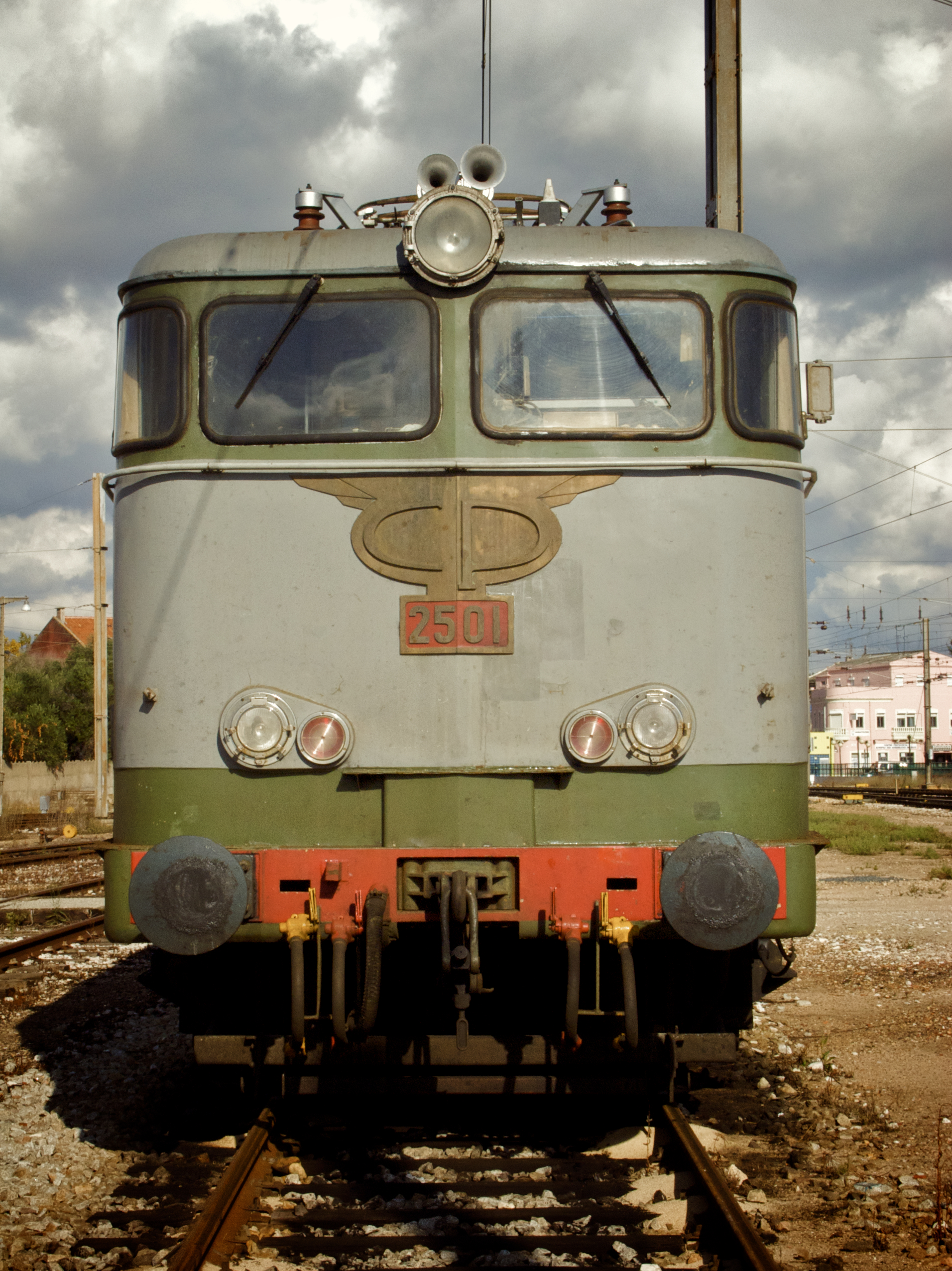
Locomotiva número 2501, preservada com o esquema de cores original, no Museu Nacional Ferroviário, no Entroncamento.

Esta série era composta por quinze locomotivas de linha, do tipo Bo Bo 2500, com a numeração 2501 a 2515. Cada unidade possuía quatro motores a tracção eléctrica, do tipo TAO - 645 A1, fabricados pela Alstom, com um peso em ordem de marcha de 72 t, uma tensão de funcionamento de 25 kV a 50 Hz, e uma velocidade máxima de 120 km/h. Os rodados, de bitola ibérica, apresentavam uma configuração em Bo' Bo' A caixa era de aço macio, e as partes mecânicas foram fabricadas pelo Groupement d'Étude et d'Electrification de Chemins de Fer en Monofasé 50 Hz, e pela Alsthom. O esforço máximo de tração inicial era de 19500 kg ou de 191 kN, a potência nominal nas rodas era de 2053 kW ou 2790 CV. O diâmetro original das rodas era de 1300 mm.
Realizaram todos os tipos de tráfego, tendo começado a rebocar os comboios Foguete logo após a conclusão das obras de electrificação entre Lisboa e o Porto.

## Ficha técnica
- Exploração
  - Serviço: Linha[3]
  - Ano de Entrada ao Serviço: 1956[5]
- Outros dados

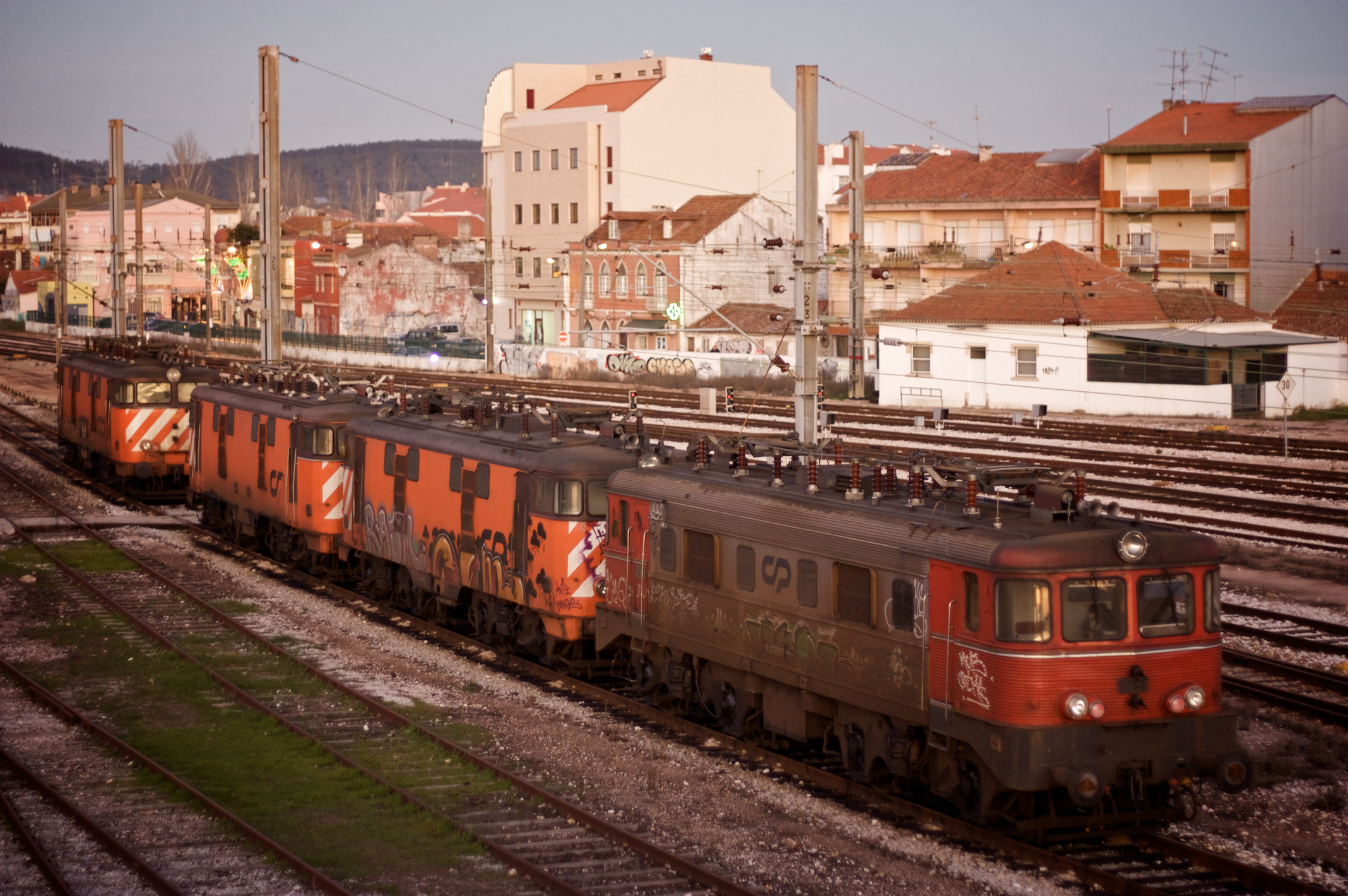
Locomotivas 2500 e 2550 com algumas diferenças (posição e tamanho das janelas) em evidência. (Estação de Entroncamento, 2008)

  - Nº de Unidades Construídas: 15 (2501-2515)[6]
  - Bitola de Via: 1668mm[6]
  - Disposição dos Rodados: Bo' Bo'[5]
  - Tipo de locomotiva (construtor): Bo Bo 2500[6]
  - Tipo de caixa: Aço macio[6]
- Partes mecânicas
  - Construtor: Groupement d'Étude et d'Electrification de Chemins de Fer en Monofasé 50 Hz,[6] Alsthom[3]
- Equipamento de tracção
  - Tipo: Eléctrico[3]
  - Construtor: Alstom[6]
  - Quantidade: 4[6]
  - Tipo (construtor): TAO - 645 A1[6]
  - Tensão de Funcionamento: 25kV / 50 Hz[3]
  - Peso em ordem de marcha: 72 t[6]
- Performance
  - Velocidade Máxima: 120 km/h[3][2]
  - Esforço máximo de tracção inicial: 19500 kg / 191 kN[6]
  - Potência nominal (rodas): 2053 kW / 2790 CV[5]
- Dimensões
  - Diâmetro das Rodas (novas): 1300 mm[6]